# Madison Street (Manhattan)
Pour les articles homonymes, voir Madison Street.
Madison Street est une rue de New York.

## Situation et accès
Cette voie du Lower East Side dans l'arrondissement de Manhattan commence au Pont de Brooklyn et se termine Grand Street. Elle est considérée comme la frontière sud de Chinatown.

## Origine du nom
La voie rend honneur à James Madison.

## Historique
À l'est de Allen Street on y trouve de grands ensembles résidentiels tandis qu'entre Catherine Street et Allen Street on y trouve des immeubles anciens, qui sont souvent des tenements (en) (logements ouvriers typiques du XIXe siècle).
Elle marque l'une des limites sud de Chinatown.

## Bâtiments remarquables et lieux de mémoire
On y trouve en particulier la Hamilton-Madison House (en),.